# Togodumne
Togodumne (+ 43) fou un cabdill/rei del poble britó dels catuvel·launs, primogènit del rei Cunobelí al que va succeir quan aquest va morir en data incerta, però que va coincidir força amb la invasió romana de l'illa.
Just pujar al tron els romans enviats per l'emperador Claudi i manat per Aule Plauci van envair Britànnia. Togodumne i el seu germà petit Caratac van encapçalar la resistència. Togodumne va morir en la batalla del Tàmesi contra Plauci.